# 770 Bali
Bali (asteroide 770) é um asteroide da cintura principal com um diâmetro de 16 quilómetros, a 1,884566 UA. Possui uma excentricidade de 0,151461 e um período orbital de 1 208,92 dias (3,31 anos).
Bali tem uma velocidade orbital média de 19,98586584 km/s e uma inclinação de 4,3891º.
Esse asteroide foi descoberto em 31 de Outubro de 1913 por Adam Massinger.